# Augustinus van Eeckhout
Augustinus van Eeckhout (Brussel 3 september 1670 - 4 april 1747) was van 1716 tot 1747 abt van de Abdij van Grimbergen.
Hij werd in Brussel geboren en er op 4 september 1670 met de voornaam Guilielmus gedoopt in de Sint-Goedelekerk. Hij was een zoon van Joannes van Eeckhout en Magdalena Herincx.
De vier schilderijen van Richard van Orley in het koor van de abdijkerk van Grimbergen werden in opdracht van abt van Eeckhout speciaal voor de abdijkerk uitgevoerd:
- Bekering van de Heilige Norbertus
- Paus Honorius keurt de Orde goed
- De Heilige Norbertus preekt in Antwerpen
- Triomf van Norbertus over Tanchelm

In 1725 kreeg hij de opdracht van nuntius Spinelli om het gedrag en de opvattingen van de monniken van Orval, die van jansenisme verdacht werden, te controleren.
In 1730 liet hij het naar het westen gerichte deel van de pastorij van Meise bouwen dat aan het vorige deel uit 1647 werd toegevoegd. Hij legde de eerste steen op 6 juni 1730. Zijn wapen werd boven de deur van de achtergevel aangebracht met de leuze Ministerium tuum imple.